# 발암
발암(Carcinogenesis)은 정상 세포가 암세포로 변이되는 암의 형성이다. 이 과정은 세포, 유전자, 후성유전적 수준의 변화, 그리고 비정상적인 세포 분열을 특징으로 한다.
암은 근본적으로 세포 성장의 억제 질환이다. 종양억제유전자는 세포 분할, 생존, 암세포의 다른 특성을 억제하는 유전자이다.

## 같이 보기
- 발암물질
- 발암균